# كيم غلوفر
كيم غلوفر (بالإنجليزية: Kim Glover)‏ هي سيدة أعمال بريطانية، ولدت في القرن العشرين.